# Dolná Mariková
Dolná Mariková és un poble i municipi d'Eslovàquia que es troba a la regió de Trenčín.

## Història
La primera menció escrita de la vila es remunta al 1321.

## Demografia
| Godina             | 1994 | 2004   | 2014   | 2024   |
| ------------------ | ---- | ------ | ------ | ------ |
| Nombre de persones | 1554 | 1460   | 1431   | 1406   |
| Diferència         |      | −6,04% | −1,98% | −1,74% |

| Godina             | 2023 | 2024   |
| ------------------ | ---- | ------ |
| Nombre de persones | 1424 | 1406   |
| Diferència         |      | −1,26% |